# Psila fulviseta
Psila fulviseta är en tvåvingeart som beskrevs av Iwasa 1991. Psila fulviseta ingår i släktet Psila och familjen rotflugor. Inga underarter finns listade i Catalogue of Life.